# Варикокела
Варикокела је дилатација вена сперматичног фуникулус змијоликог облика. Ова доста честа болест мушких гениталија, аналогна је са проширеним венама доњих удова. Њена локализација утиче на функцију тестиса: производњу сперме и стероидогенезу и све друго што је повезано са овим функцијама. Према смерницама Европске асоцијације за урологију од 2013. године; варикокеле се јавља у 11,7% мушкараца, и код 25,4% мушкараца са смањеном сперматогенезом. Обично се не јавља пре десете године живота. Може се јавити у два облика као примарна и симптоматска. Примарна варикокела јавља се искључиво са леве стране, а билатерална (обострана) јако је ретко стање. Симптоматска или секундарна варикокела може настати и пре десете године живота као последица компресије сперматичних вена тумором бубрега.
Како је код варикокела осетно смањена абдоминално-скротална разлика у телесној температури са 3°C на 2°C, ово смањење може бити од утицаја на оштећење сперматогенезе.
Субјективне тегобе су тупи болови у захваћеној страни скротума, пецкања и свраб. Лечење је хируршко.

## Епидемиологија
Варикокела се развија током убрзаног телесног раста и развоја мушке деце у време пубертета механизмима који још нису у потпуности јасни. Најчешће се јавља са једне стране (на једном тестису) и то; 
- на левој страни у 80 до 90% случајева,
- на десној страни у 1 до 7% случајева,
- на обе стране у 3 до 19% случајева.

Према популацијским истраживањима инциденција варикокеле, до десете године старости је мања од 1%, а након тог узраста учесталост расте и у просеку се јавља код адолесцената у 16% случајева, или према подацима из 2012. години у 7-25% дечака у пубертетском и постпубертском периоду живота.
Преваленција варикокеле у популацији зрелих мушкараца је око 15%. Међутим током последњих 20 година, након што ду се значајно побољшале дијагностичке методе, нпр. ултразвучна сонографија, колор доплер и термографска дијагностика, значајно се променио и поглед на дијагностику и избор метода лечења варикокеле. На то пре свега указују велика разлике између података истраживања варикокела спроведаних у периоду 1994. до 2000. године, и истраживања спроведене 2005. године, која је код мушкарца постубертетске старости увећана за 43%.

## Етиологија
Узрок варикокеле најчешће је последица разлика крвног притиска који влада у вени тестиса и бубрежној вени у коју се улива. Наиме вредност притиска у вени тестиса нижа је у односу на онај у бубрежној вени. Ова хемодинамска разлика која је карактеристична за венски одвода крви из левог тестиса узрокује застој у протоку и накупљање крви у венама левог тестиса што доводи до њихове деформације.
Овом стање фаворизује и у већем проценту недостатка залистака (валвула) у венама левог тестиса, који омогућавају бољу дренажу (проток) крви из вена тестиса. 
Као могући узрок настанка варикокеле наводи се и атрофија (смањена или ослабљена функција) мишића подизача тестиса.
Понекад узрок настанка варикокеле могу бити деформитети скротума или крвних судова и тумори скротума који притискују вену тестиса и тиме блокирају дренажу крви.

### Предиспозиција
Као предиспонирајући фактори, који ремете дренажу венске крви у тестисима и тиме утичу на појаву варикокеле наводе се:
- Венска инсуфицијенција доњих екстремитета и вена карлице (хемороиди), наследни фактори, урођени недостатак еластина и колагена.
- Вертикални хабитус (статички градијент притиска крви у колону и венама семеновода).
- Израженије оптерећење стомачних или гудних мишића, физичким оптерећењума у спорту, тешком физичком раду са подизањем терета, опстипација, дуготрајни хронични кашаљ.
- Статичка фактори - дуг боравак у стојећем, или седећем положају без активност мишића ногу.

## Патоанатомија
Тестис има три главна извора снабдевања крвљу: тестикуларну артерију, артерију дуктуса деференс и кремастеричну артерију. На нивоу тестиса артеријска крв из тих артерија међусобно комуницира. 
Венска дренажа тестиса није унапред у потпуности јасно предвидива. Одвија се преко бројних вена на нивоу скротума и препона, преко површног и дубоког венског система. Четири су главна пута тестикуларне венске дренаже: венама дуктуса деференс, кремастеричким и спољним пудендалним венама. 
Пампиниформни плексус чини најобимнију венску мрежу, која почиње уз тестис и иде до препоне дуж сперматичкне траке и даље унутрашњом сперматичном веном.
Једна од улога тестикуларне венске мреже је да хлади амбијенталну артеријску крв са телесних 37 °C на скроталних 33 °C механизмом измене топлоте супротном од оне у крвним судовима у блиском контакту.
Површна и дубока венска дренажа тестиса међусобно комуницирају на нивоу кремастеричних огранака. Анатомске варијације на том нивоу могу узроковати колатералну дренажу са варикокелом и уредно грађене сперматичке вене са компетентним валвулама. Учесталост венских колатерала уз варикокелу је око 19% и могу се открити ретроградном венографојом. Неоткривене колатералне вене могу бити разлог неуспешног лечења и перзистирања варикокеле.

### Фазе у развоју варикокеле
Патоанатомски гледано варикокела настаје услед поремећаја венске дренаже тестиса. Стварање варикокеле највише се бави теорија, континуитета развоја, коју је детаљно описо Schill WB.Према овој теорији венска хипертензија било ког порекла узрок је варикокеле. Схафик разликује три фазе у развоју поремећаја: 
Фаза компензације
у овој фази на венску хипертензију, вене одговорају задебљањем венског зида без дилатационих промена лумена:. Због хипертрофије тунике медија (мишића) венске зид је сачувао свој механизам за спречавање венске стазе.
Скривена фаза
У овој фази мишић слој тунике медије је у колапсу, али још увек вене нису варикозно промењене.
Манифестна фаза-вариколеле
У манифестној фази венска хипертензија узрокује хиалинизацију венских зидова и доводи до развоја манифестних варикозитета.

### Патогенеза неплодности
Како нававедене патоанатомске промене код варикокела могу изазвати оштећење тестиса и евентуално неплоднст није у потпуности разјашњено. Бројних истраживања покушала су да открију патофизиологију промена, у којима се као најчешћи могући узроци наводе следећи механизми оштећења и поремећаја дисфункције тестиса: 
- Повећање тестикуларне (осим скроталне) температуре која резултује оштећењем тестикуларне ДНК и смањењем нивоа гликогена.
- Рефлукс метаболита из бубрега и надбубрежне жлезде због ретроградног крвотока.
- Повећање апоптозе унутар ткива тестиса и повећано стварање азотних оксид унутар дилатираних (проширених) сперматичких вена.
- Тестикуларна хипоксија изазвана венском стазом и оклузијом малих крвних жила, која има за последицу дисфункцију Лајдигових и полних ћелија.
- Оксидативни стрес због повећаног стварања реактивни слободних кисеоничких врста.
- Промена хормонална функција са смањеном секрецијом гонадотропина изузев андрогена уз паракрину неравнотежу унутар тестиса што доводи до оштећења сперматогенезе.[6][7][14][15][16][17]

Међутим према подацима из литературе, ни један од наведених механизама, за сада, не може у потпуности објасни штетни учинак који варикокела има на функцију тестиса и плодност.

## Клиничка слика
Варикокела се развија постепено и у многим случајевима нема видљивијих симптома који би указивали на то обољење. Најчешћи симптоми који указују на варикокелу су:
- отицање на једној страни скротума,
- бол и осећај тежине у тестису након физичког напора
- изражено повећана вена на скротуму.

Од варикокеле најчешће оболевају млади мушкарци између 15 и 25 године старости, а налазимо је код 15-20% целокупне мушке популације.
Варикокела је такође уско повезана са мушком неплодношћу, јер се налази у клиничкој слици код више од 40% неплодних мушкараца.

## Дијагноза
Дијагноза варикокеле је једноставна и заснива се на клиничким налазима и ултразвучним прегледима. Пажљива инспекција скротума и потпуни објективни преглед лекара (андролога или уролога) омогућава да се утврди присуство проширених вена на нивоу тестиса.
Помоћна инструментална испитивања (ултразвук тестиса и колор доплер ултразвук сперматозоида) омогућавају да се утврди степен рефлукса. Друге инструменталне методе истраживања које се користе за потврђивање дијагнозе варикокеле су Ласерска доплер фловметрија (ЛДФ), нова неинвазивна техника којом се могу проучавати промене микроциркулације у ткиву. и стандардна ултрасонографија.
Након обављене дијагностике  индикацију за лечење варикокеле која је повезана са променом количине и квалитета сперматозоида и болом у тестисима, ако се с сматра неопходним  очување плодности пацијента мишљење  даје андролог, односно уролог са андролошким вештинама.

### Критеријуми
Универзално прихваћен систем за категоризацију варикокела не постоји, али према класификацијским критеријумима који су 1970. установили Дабин и Амелар, најчешће се варикокеле клинички процењују и категоришу у  следећа три степена како следи:
Варикокела 1. степена: карактерише се палпабилношћу варикокеле само када је особа у стојећем положају током Валсалвиног маневра.
Варикокела 2. степена: која је опипљива не само током Валсалвиног маневра, већ иу мировању док стоји.
Варикокела 3. степена: је најтежи степен, код кода не само да је  варикокела  опипљива већ и видљива кроз кожу скротума, без икаквих додатних маневара.
У систему класификације Sarteschi (1993), варикокеле су категорисане у пет степени:
Први степен: рефлукс се јавља искључиво на нивоу препона током Валсалвиног маневра, без евидентне деформације скротума или атрофије тестиса.
Други степен: рефлукс је ограничен на проксимални сегмент пампиниформног плексуса током Валсалвиног маневра, без деформације скротума или атрофије тестиса.
Трећи степен: рефлукс се јавља у дисталним крвним судовима који се налазе у доњем скротуму искључиво током Валсалвиног маневра и нема деформације скротума или атрофије тестиса.
Четврти степен: присутан је спонтани обрнути проток крви који се интензивира   током Валсалвиног маневра, што доводи до деформације скротума и потенцијалне атрофије тестиса.
Пети степен:  рефлукс који се јавља у мировању је евидентан унутар проширеног пампиниформног плексуса. Он вероватно ескалира током Валсалвиног маневра, и обично је праћен атрофијом тестиса.

## Терапија
Отворена хирургија
Ова врста захвата, изводи се у начелу амбулантно уз претходну примену опште или локалне анестезије. Уролог резом на доњем делу трбуха или испод препоне приступа вени тестиса и обавља захват. Како се колор доплером може врло прецизно да се утврдити где је потребно сужавање вене, број компликација свео се на минимум. Прва два дана након операције потребно је строго мировање и узимање лекова против болова, а након тога болесник се може нормално вратити свакодневним активностима. Бављење спортом и полни односи се не препоручују првих недељу до два након захвата. 
Лапароскопска хирургија
Лапароскопски захват обавља се под општом анестезијом кроз мали рез на стомаку у који се уводи лапароскоп са камером на врху са којом се циљано и једноставно може доћи до саме варикокеле. У току оваквог захвата оштећења мишића су врло ретка. Управо из тог разлога период опоравка је знатно краћи.
Перкутана емболизација
Перкутану емобилизацију варикокеле изводи радиолог који кроз мали рез умеће цев у вену (кроз препону или врат) и посматрањем кроз камеру долази до варикокеле и сужава је. Овај поступак изводи се под локалном анестезијом, али се користи врло ретко, због компликација које су могуће након захвата или компликација на месту венског приступа.

## Компликације
| Метода лечења                                           | Компликације (%) | Неуспех поступка (%) |
| ------------------------------------------------------- | ---------------- | -------------------- |
| Ингвинална варикоцелектомија                            | 3-8,6            | 16                   |
| Микроскопска ингвинална/субингвинална варикоцелектомија | 0-0,8            | 0,6-2,1              |
| Ретроперитонеалнa варикоцелектомија                     | 7,2              | 2-13,6               |
| Лапароскопска варикоцелектомија                         | 7,2              | 15                   |
| Емболизација                                            | 11               | 31                   |

## Прогноза
Време опоравка након захвата обично је врло кратко. Бол најчешће није знатно изражена, посебно уз узимање лекова против болова. Саветује се избегавање напорних активности две недеље након захвата. Обично је већ дан до два након захвата могућ несметан повратак на посао. Спермиограм се проверава три до четири месеца након захвата и тада је меродаван показатељ да ли се плодност и покретност сперматозоида поправила.